# جون بي. ألين
جون بي. ألين (بالإنجليزية: John Beard Allen)‏ هو محامي وسياسي أمريكي، ولد في 18 مايو 1845 في الولايات المتحدة، وتوفي في 28 يناير 1903 في نفس البلد. حزبياً، نشط في الحزب الجمهوري. وقد انتخب عضو مجلس الشيوخ الأمريكي.